# Суоёки (станция)
Су́оёки (фин. Suojoki) — остановочный пункт и бывшая железнодорожная станция на 16,95 км перегона Суоярви II — Найстенъярви линии Суоярви I — Юшкозеро. Путевое развитие разобрано на рубеже XX-XXI веков, после чего станция была преобразована в технический остановочный пункт. Территориально расположен в Найстенъярвском сельском поселении Суоярвского района Карелии.
После Великой Отечественной войны и передачи территории СССР была начата реконструкция существующего участка Суоярви I — Найстенъярви, в результате чего ось станции сместилась на 250 метров. Изначально станция имела один главный и два боковых пути. На ординате 16,69 км находился финский вокзал, фундамент от которого сохранился до наших дней.
На остановочном пункте делают техническую остановку некоторые пассажирские поезда.
Остановочный пункт оснащён постом ЭЦ, обеспечивающим автоблокировку на линии.

## История
Строительство здания вокзала Suojoki было завершено уже в 1925 году. Оно было спроектировано по проекту финского архитектора Туре Адольфа Хеллстрёма (фин. Thure Adolf Hellstrom). Рядом со станцией находилась деревня Hallaselkä. В двух километрах от станции располагалась таможенная и пограничная станция. Суойоки также была ближайшим транспортным местом для деревни Леппяниэми, центра православного собрания. Тем не менее об удалении места новой станции сообщалось в Справочнике железных дорог от 1931 года, в котором говорилось: «Возможности для охоты очень хорошие, так что вы можете стрелять прямо со ступеней вокзала».

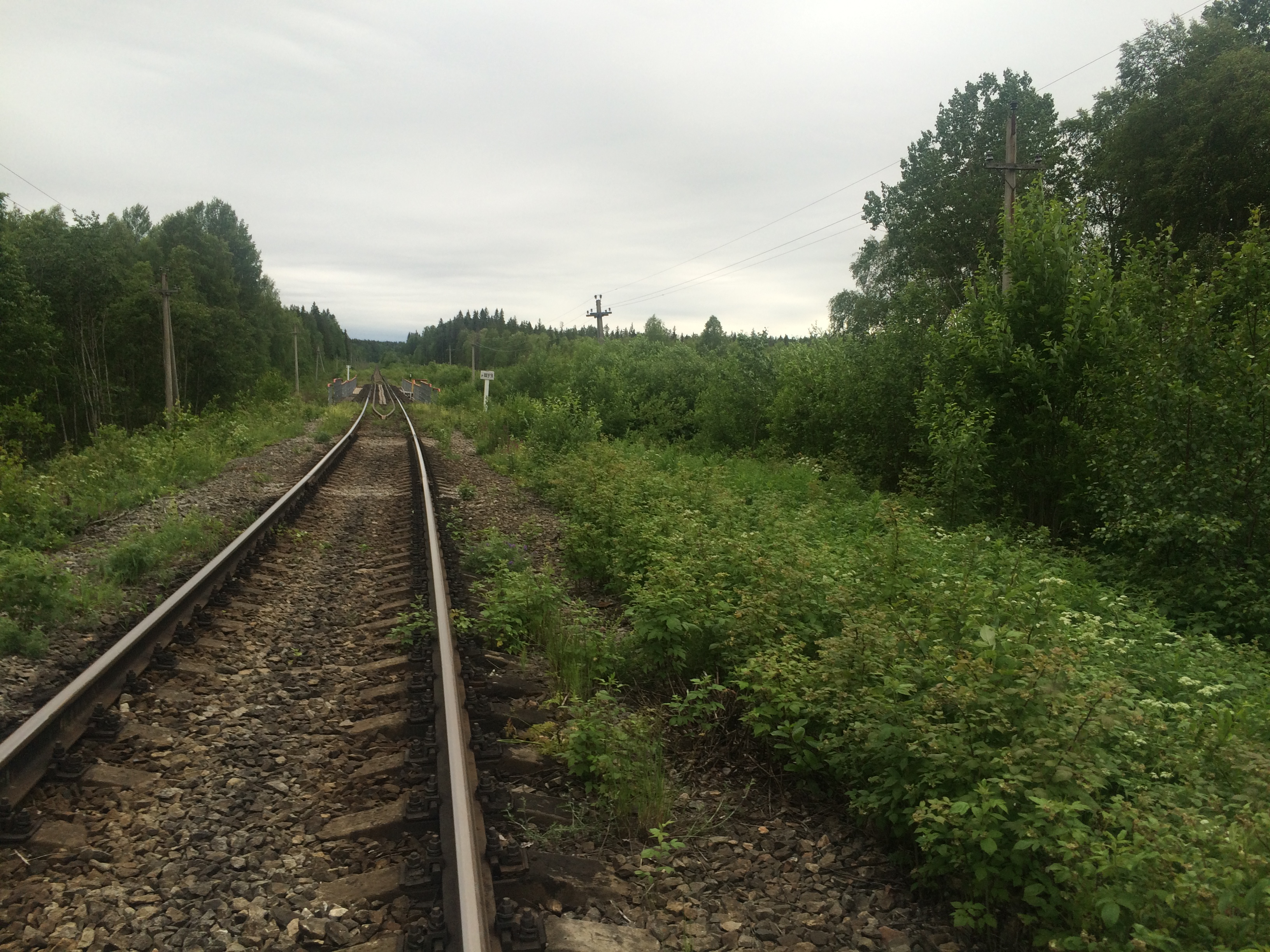
Место бывшего остановочного пункта Пусойсваара.

Здание вокзала Суоёки было уничтожено пожаром во время войны, а новое здание было построено в 1943 году. В нескольких километрах к северо-востоку от станции на берегу реки Суойоки располагался полустанок Пусойсваара, который обслуживал лесопилку и завод по производству гудрона.

## Галерея

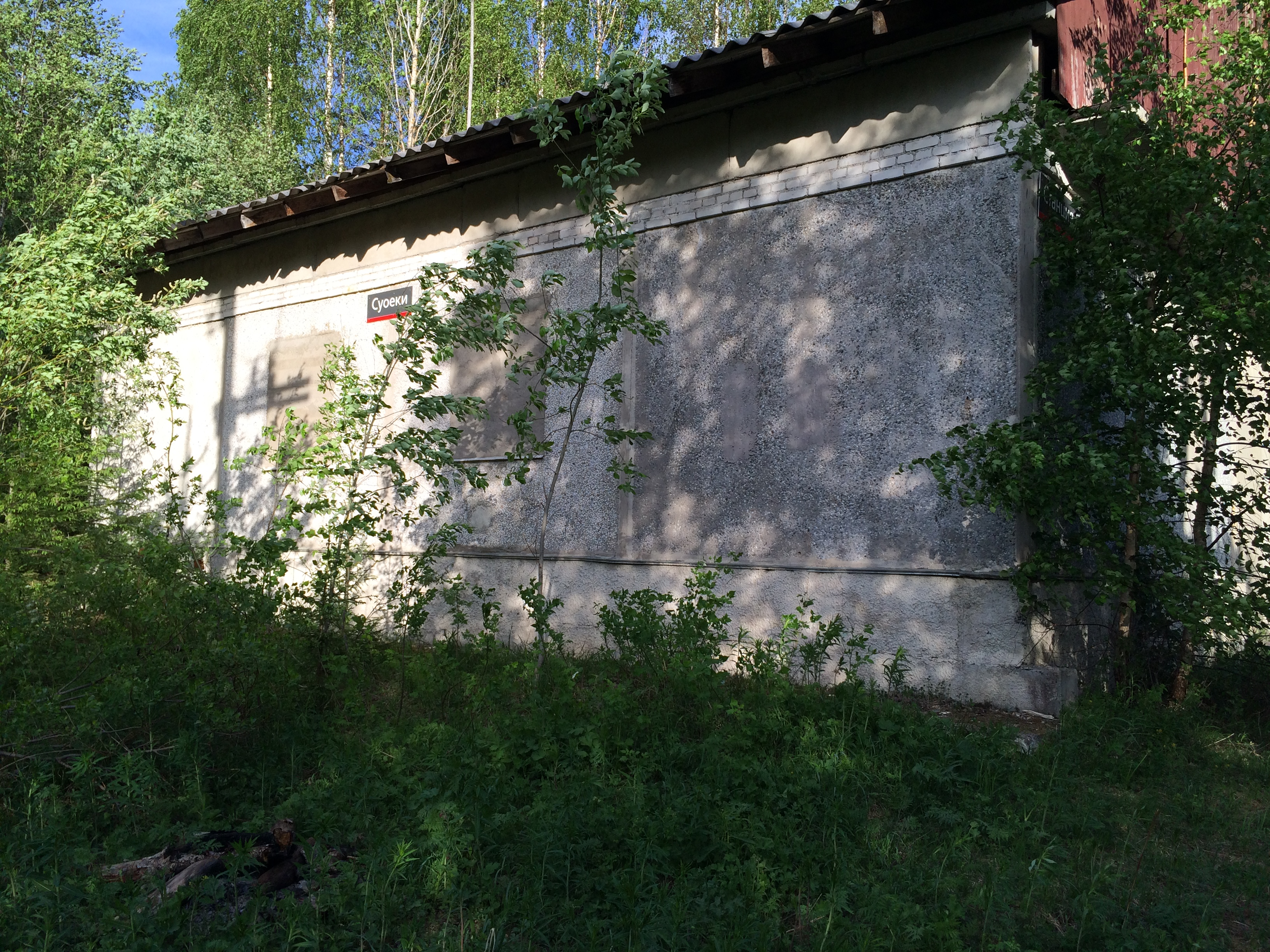
Пост электрической централизации.
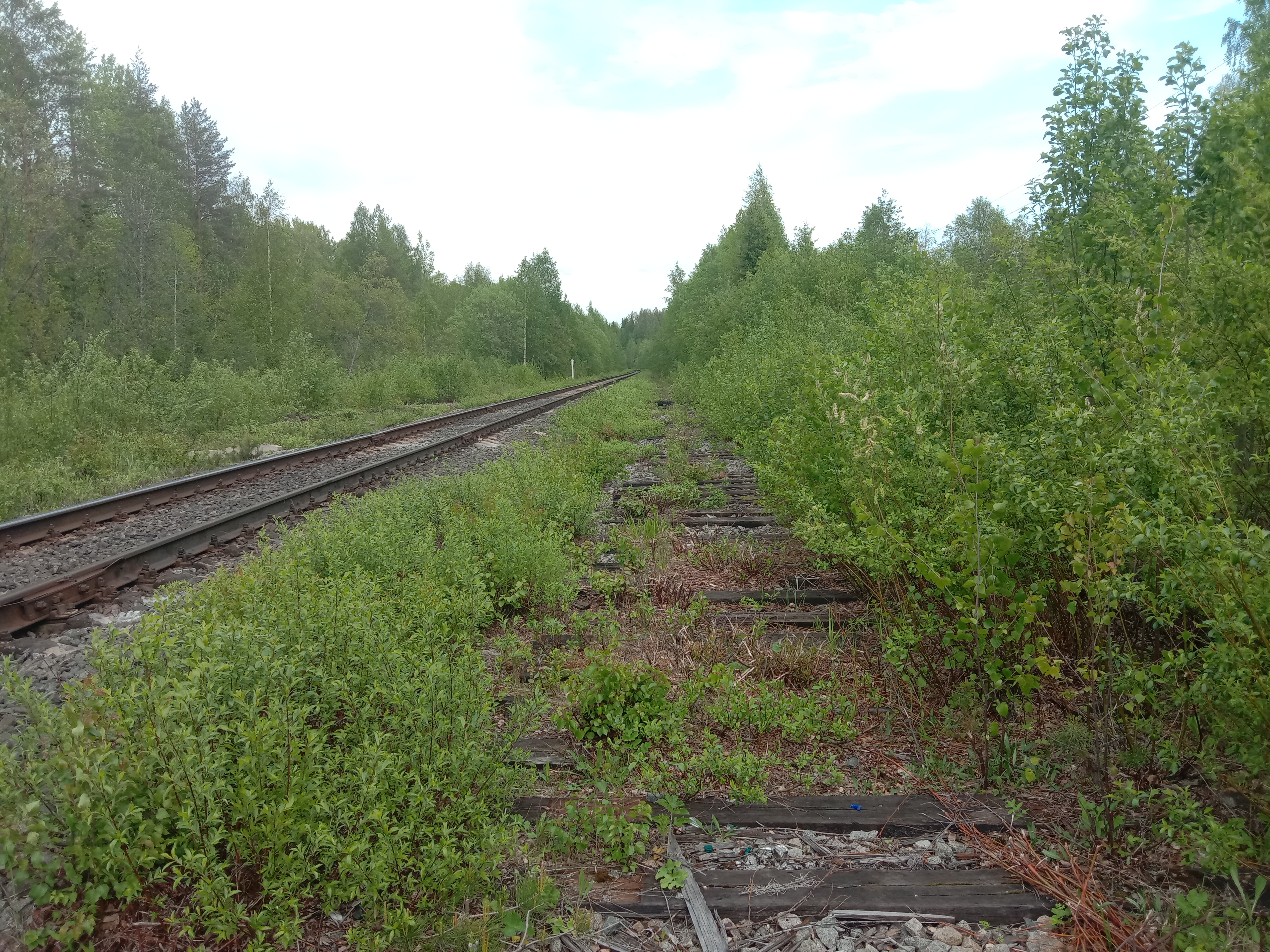
Разобранный боковой путь.
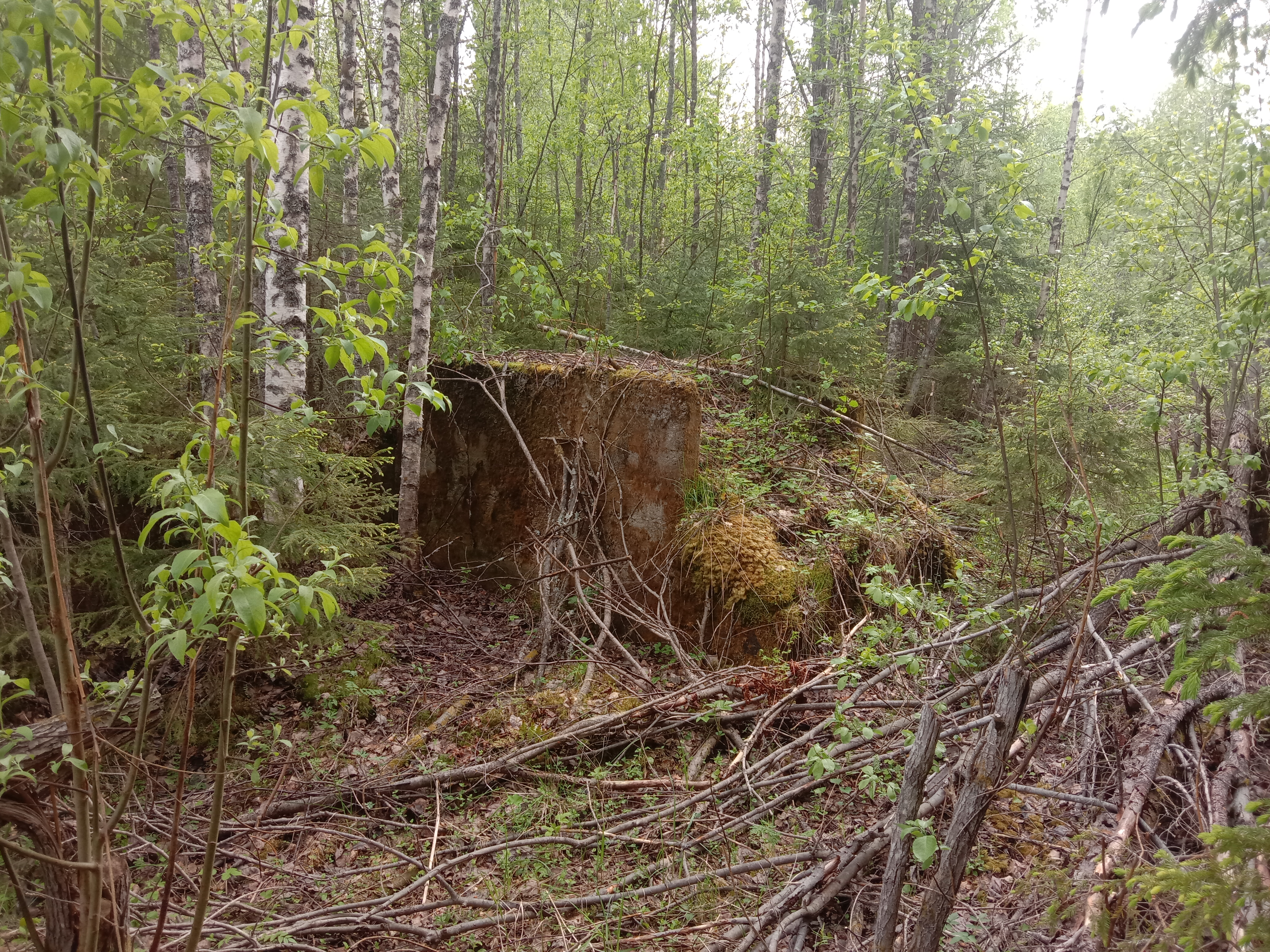
Ступени бывшего вокзала.